# Ivan Stěpanovič Koněv
Ivan Stěpanovič Koněv (rusky Иван Степанович Конев; 16. prosincejul./ 28. prosince 1897greg. Lodejno, Nikolský újezd, Vologodská gubernie – 21. května 1973 Moskva) byl sovětský vojevůdce, maršál Sovětského svazu, hrdina SSSR a hrdina ČSSR. V průběhu druhé světové války velel vojskům Rudé armády na východní frontě, která osvobodila od okupace německými nacisty velkou část východní Evropy. Také se podílel na karpatsko-dukelské operaci v létě roku 1944, vč. podpory SNP na podzim r. 1944. Německý koncentrační a vyhlazovací tábor Auschwitz - Birkenau, ležící u polského města Osvětim, byl RA osvobozen 27. ledna 1945. Měl významný podíl na obchvatné viselsko-oderské operaci, kde padlo na 295 000 německých vojáků a dalších 175 000 jich bylo zajato za proporčně mnohem menších sovětských ztrát.
Vojska maršála Koněva se v dubnu 1945 účastnila dobytí Berlína. V pražské ofenzívě pak osvobodila severní, střední a východní Čechy a jako první spojenecká armáda se dostala v květnu 1945 do Prahy, ve které navzdory kapitulaci probíhaly intenzivní boje. (V průběhu celé pražské operace padlo skoro 700 sovětských vojáků; počet rudoarmějců, kteří padli ve vnitřní Praze se odhaduje na několik desítek, obvykle na 30. Nejtěžší boje při osvobození Československa však probíhaly v Karpatech, ve slovenských horách a u Ostravy.)
V průběhu maďarského povstání na podzim 1956, kdy byl nejvyšším velitelem vojenských sil Varšavské smlouvy, velel potlačení povstání sovětskou armádou z maďarského Szolnoku.

## Život za carského Ruska a ruské občanské války

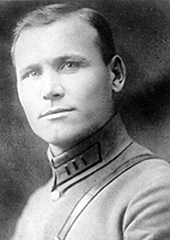
Mladý Ivan Koněv

Pocházel z ruské rolnické rodiny na dalekém severu. Matka zemřela při porodu. Školní docházku absolvoval na farní škole ve svém rodišti, kde studoval s potěšením. Poté odešel v šestnácti letech z domova a pracoval jako lesní dělník a tesař, za první světové války byl v osmnácti odveden k dělostřelectvu a stal se poddůstojníkem. V roce 1917 se zúčastnil Kerenského ofenzívy v Haliči. Po vypuknutí Říjnové revoluce proti Kerenského vládě vstoupil Koněv do Komunistické strany Sovětského svazu a začal organizovat rudogvardějskou jednotku ve svém rodišti. Až do jara 1918 působil jako vojenský komisař újezdu a zúčastnil se také 5. všeruského sjezdu sovětů v Moskvě. V létě 1919 během občanské války v Rusku působil jako komisař obrněného vlaku na sibiřské magistrále, v březnu 1920 se stal komisařem brigády a později divize ozbrojených sil Dálnovýchodní republiky, po jejím začlenění do Svazu sovětských socialistických republik pak byl jmenován komisařem 17. střeleckého sboru Rudé armády.

## Kariéra před druhou světovou válkou
Od srpna 1924 působil opět jako komisař divize, následně absolvoval velitelský kurz a stal se velitelem střeleckého pluku, v létě 1929 se stal velitelem 17. střelecké divize a následně studoval na Vojenské akademii Michaila Vasiljeviče Frunzeho. Od podzimu 1934 velel 37. střelecké divizi, v březnu 1937 se stal velitelem 2. střelecké divize, díky ochraně lidového komisaře obrany, maršála Sovětského svazu Klimenta Jefremoviče Vorošilova, unikl čistkám v Rudé armádě a na podzim 1937 se stal velitelem 47. střeleckého sboru v Mongolsku. V červenci 1938 převzal funkci velitele 2. armády.

## Druhá světová válka

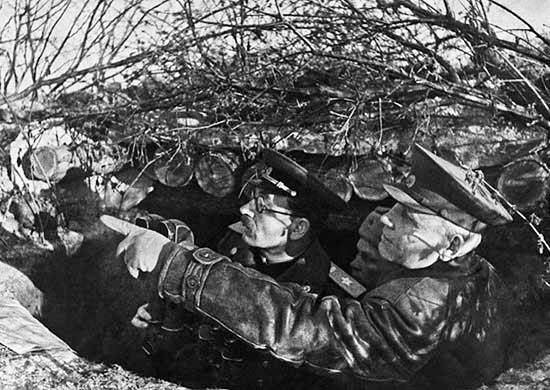
Ivan Koněv, Pavel Rotmistrov

Od května 1940 velel Zabajkalskému vojenskému okruhu a v květnu 1941 byl jmenován velitelem záložní 19. armády na Ukrajině. Po napadení země nacistickým Německem se však v jejím čele musel přemístit do Běloruska, kde se zapojila do bojů o Smolensk. V září 1941 byl jmenován velitelem Západního frontu, jenž byl v následujícím měsíci naprosto zničen německými útoky při katastrofě u Vjazmy a od trestu smrti ho zachránil později maršál Sovětského svazu Georgij Konstantinovič Žukov, který odvolaného Koněva odmítl zatknout a místo toho jej přijal do svého štábu, přestože až do bitvy u Kurska Žukov jeho velitelské schopnosti nehodnotil příliš vysoko. Od poloviny října 1941 velel Koněv vojskům Kalininského frontu, podařilo se mu zastavit německý postup, stabilizovat frontovou linii a v prosinci 1941 se jeho vojska zapojila do protiofenzivy u Moskvy.
V průběhu jara a léta 1942 se marně pokoušel o prolomení německé obrany v oblasti Rževa, v srpnu 1942 se stal velitelem Západního frontu, jehož vojska ztroskotala při snaze o průlom nepřátelské fronty během operace Mars v oblasti Syčovky. Po krachu dalšího pokusu o ofenzívu počátkem roku 1943 byl v březnu 1943 jmenován velitelem Severozápadního frontu, koncem června 1943 se stal velitelem Stepního frontu, který vedl bojové akce v jižním oblouku kurského výběžku a následně se podílel na osvobozování levobřežní Ukrajiny. Od října 1943 velel 2. ukrajinskému frontu, během zimní ofenzívy 1943–1944 se podílel na osvobozování pravobřežní Ukrajiny od Němců, kteří zde zřídili tzv. Říšský komisariát Ukrajina. Při Korsuň-ševčenkovské operaci se podílel na rozsáhlé obkličovací akci Rudé armády proti Wehrmachtu. V únoru 1944 byl povýšen na maršála Sovětského svazu. Velel sovětským vojskům během Lvovsko-sandoměřské operace, která navazovala na Operaci Bagration, a 18. července 1944 jeho jednotky obklíčily město Brody, kde zůstalo uvězněno 45 tisíc Němců.
Od května 1944 velel Ivan Koněv vojskům 1. ukrajinského frontu, velel Karpatsko-dukelské operaci sovětských a československých vojsk, která měla pomoci Slovenskému národnímu povstání, podílel se na osvobození jižního Polska, kde Němci zřídili tzv. Generální gouvernement, a na dobytí Slezska a Saska při Viselsko-oderské operaci, kterou Sověti zahájili na žádost Churchilla o týden dřív, než plánovali, aby ulehčili Spojencům v Ardenách. Přes odlišné postoje, se podařilo Ivanu Koněvovi a nacistickému zločinci Hansu Frankovi, generálnímu guvernérovi okupovaného Polska, ušetřit tehdejší hlavní město guvernie, Krakow, od zničení i tím, že nebylo vyhlášeno pevností a bylo bez německých vojáků.[zdroj?]
27. ledna 1945 osvobodil koncentrační tábor Osvětim. 25. dubna 1945 se vojáci Koněvova 1. ukrajinského frontu setkali na Labi s vojáky amerického generála Omara Bradleyho. Koněvova vojska se účastnila závěrečného útoku na Berlín (útočila jako první a tvořila jižní křídlo sovětského úderného uskupení). Když byli vojáci Rudé armády pouhé 2 kilometry od Hitlerova bunkru v centru Berlína, říšský kancléř Hitler spáchal sebevraždu. S maršálem G. K. Žukovem dne 8. května 1945 přijal německou bezpodmínečnou kapitulaci.[zdroj?]
Koněvova vojska poté vyrazila na pomoc Pražskému povstání, v průběhu pražské ofenzívy osvobodila severní, střední a východní Čechy a jako první spojenecká armáda se dostala v květnu 1945 do Prahy. Rudá armáda pod jeho velením měla hlavní podíl na obklíčení a zničení 800 tisícové skupiny armád Mitte pod velením posledního říšského maršála Schörnera ve středních Čechách. Celou noc z 8. na 9. května se rudá armáda probíjela německými pozicemi na předměstí Prahy. Ráno v 9. května 1945 vstoupila do Prahy a sváděla dílčí boje s německými jednotkami, především s Waffen-SS, včetně tankové divize SS „Das Reich“, které pokračovaly v odporu a před příchodem sovětských vojsk se dopouštěly masakrů civilistů; při celé pražské operaci padlo 692 sovětských vojáků, z toho ve vnitřní Praze okolo třiceti. Poté promluvil k Pražanům na Staroměstském náměstí. Značná část vojáků Wehrmachtu a hlavně SS neuposlechla rozkaz o kapitulaci a snažila se probít do amerického zajetí, navzdory rozkazům z vyšších pater velení. Během těchto bojů 9. května 1945 padl též velitel prvního tanku, který dorazil do Prahy, poručík Rudé armády Ivan Gončarenko, který bojoval od roku 1941. Praha byla kompletně vyčištěna od německých vojáků v 10 hodin 9. května 1945. Maršál Koněv sváděl boje s jednotlivými německými uskupeními ve Středních Čechách ještě 11. května, kdy gardové oddíly a kozáci likvidovali jednotky SS ukryté v okolních lesích
Krátce po osvobození se maršál Koněv a maršál Malinovskij na Pražském hradě setkali s prezidentem Edvardem Benešem, kde od něj získali nejvyšší státní vyznamenání. 6. června byl Koněvovi udělen titul čestného občana Prahy. Sovětská kontrarozvědka Směrš, údajně s Koněvovým tichým souhlasem[zdroj?], v květnu 1945 z Prahy a okolí odvlekla stovky československých občanů ruské národnosti, kteří odešli do exilu po bolševické revoluci v roce 1917, mezi nimi i bývalého carského důstojníka a československého generála ruského původu Sergeje Vojcechovského. S Koněvovým výslovným souhlasem byl zatčen generál Vlasov. I za osvobození Prahy získal Koněv 1. června svou druhou Zlatou hvězdu Hrdiny SSSR.

## Poválečná kariéra

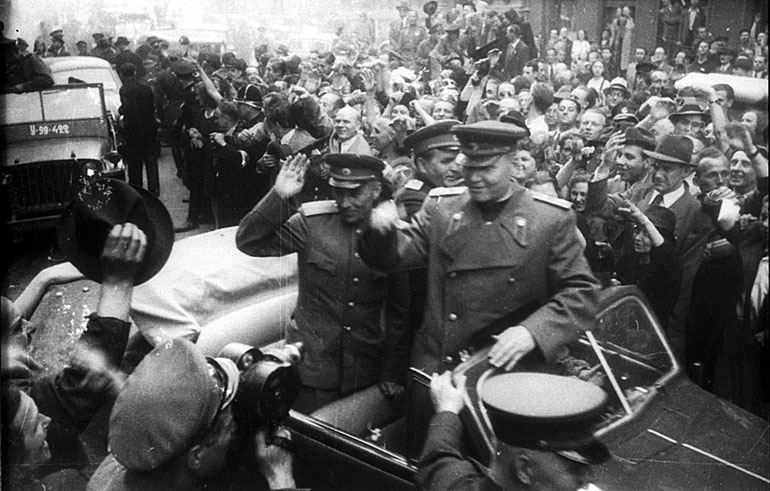
Pražané vítají Koněva po osvobození Prahy 1945, foto: Karel Hájek

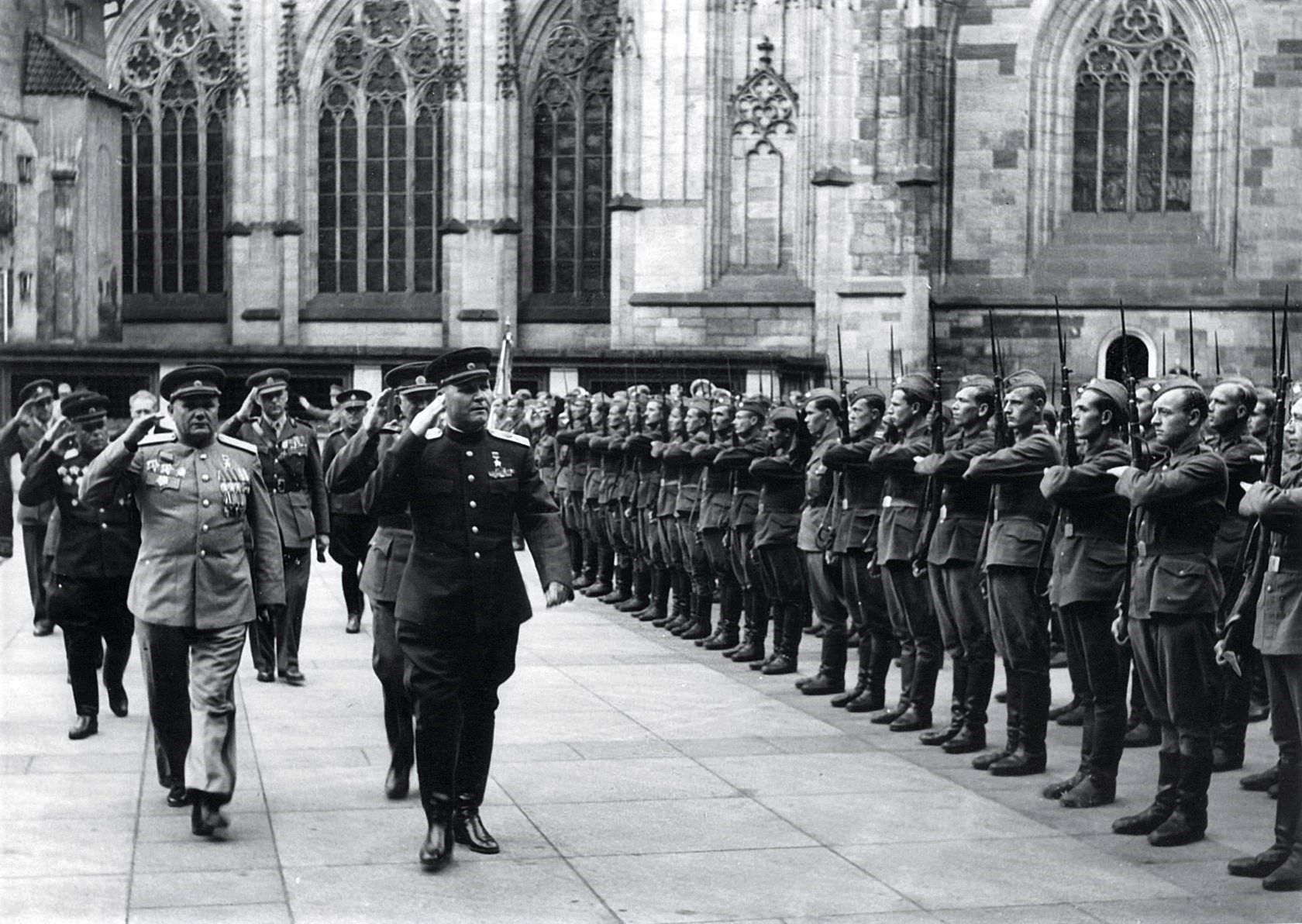
Koněv a osvoboditel Ostravy Andrej Jeremenko na Pražském hradě při slavnostním předání řádu Bílého lva a vojáci čs. armády na čestné stráži, 6. června 1945

V červnu 1945 byl jmenován velitelem Střední skupiny sovětských vojsk v Rakousku, od června 1946 zastával funkci hlavního velitele pozemního vojska místo maršála Žukova, který se pro svou oblíbenost ocitl ve Stalinově nemilosti. V roce 1950 Stalin Koněva sesadil z pozice vrchního velitele pozemních vojsk a do vrcholných armádních funkcí se Koněv vrátil teprve po Stalinově smrti. Po smrti Stalina také vyšlo najevo, že Koněv již od roku 1937 v atmosféře Stalinských čistek (při nichž zahynul Koněvův mentor Jeronim Uborevič, jehož si Koněv nesmírně vážil) donášel Stalinovi na jiné velitele Rudé armády[zdroj⁠?!], včetně Žukova a Vasilevského. Koněv nesouhlasil s rozhodnutím Nikity Chruščova kritizovat Stalinovy zločiny a odsoudit kult jeho osobnosti. Šestnáct let po Stalinských čistkách, v prosinci 1953, předsedal Koněv soudu s jejich hlavním vykonavatelem Berijou. (Berija nebyl hlavním vykonavatelem Velké čistky, tím byl jeho předchůdce Ježov). Berija byl odsouzen k smrti.

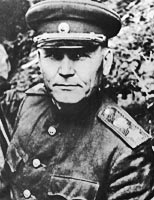
Maršál Koněv

V květnu 1955 byl postaven do čela Hlavního velitelství spojených ozbrojených sil členských států Varšavské smlouvy. Na podzim 1956 vedl potlačení Maďarského povstání sovětskou armádou (Koněvova vnučka Jelena toto povstání označila za „pokus nedoražených fašistů obrátit čas nazpět“), které si vyžádalo přes dva a půl tisíce obětí.
Koněv odmítl návrhy[čí?] na kobercové bombardování budapešťských čtvrtí ovládaných povstalci, v důsledku kterých by se počet obětí potlačení povstání vyšplhal do desetitisíců.[zdroj?]
Také měl potlačit obrodné choutky Władysłava Gomułky v PLR, z této mise ho ale nakonec Chruščov odvolal. V letech 1961–62 byl velitelem Skupiny sovětských vojsk v Berlíně během tzv. Druhé berlínské krize z let 1958 až 1961, která vyvrcholila výstavbou tzv. Berlínské zdi. Koněv velel sovětským vojskům ve východním Německu v době stavby Berlínské zdi, ale k rozhodnutí postavit zeď došlo zřejmě především z iniciativy N. S. Chruščova na setkání nejvyšších představitelů Varšavské smlouvy v srpnu 1961, poté co Chruščov odmítl návrh Waltera Ulbrichta obsadit Západní Berlín vojenskou silou, a zeď se budovala pod dohledem ozbrojených sil NDR. Roku 1963 byl jmenován na spíše ceremoniální funkci do Skupiny generálních inspektorů Ministerstva obrany SSSR.
V květnu 1968 přijel navštívit nově zvoleného prezidenta Ludvíka Svobodu a podle některých zdrojů část jeho delegace začala mapovat terén pro případnou invazi vojsk Varšavské smlouvy. Tvrzení, že by v roce 1968 osobně zaštítil zpravodajský průzkum před vpádem vojsk, odmítlo ruské velvyslanectví i Koněvova dcera Natalja. Podle českého historika Povolného byl Koněv od roku 1963 v důchodu (mimo službu), a jeho role při invazi byla tedy nulová – jeho zpráva o českých politických poměrech neměla vliv na invazi, neb bylo vše již rozhodnuto před tím, než ji poslal. Koněvova reakce na vpád do Československa nebyla příliš nadšená, ale ani ji neodmítal. V roce 1970 si nepřijel do Československa pro titul hrdiny ČSSR, který mu udělila Husákova normalizační vláda. Podle českého historika Jiřího Fidlera „možná šlo o šok z okupace Československa. Rozčarování z intervence přiznávali i další penzionovaní maršálové a generálové.“

## Osobní život

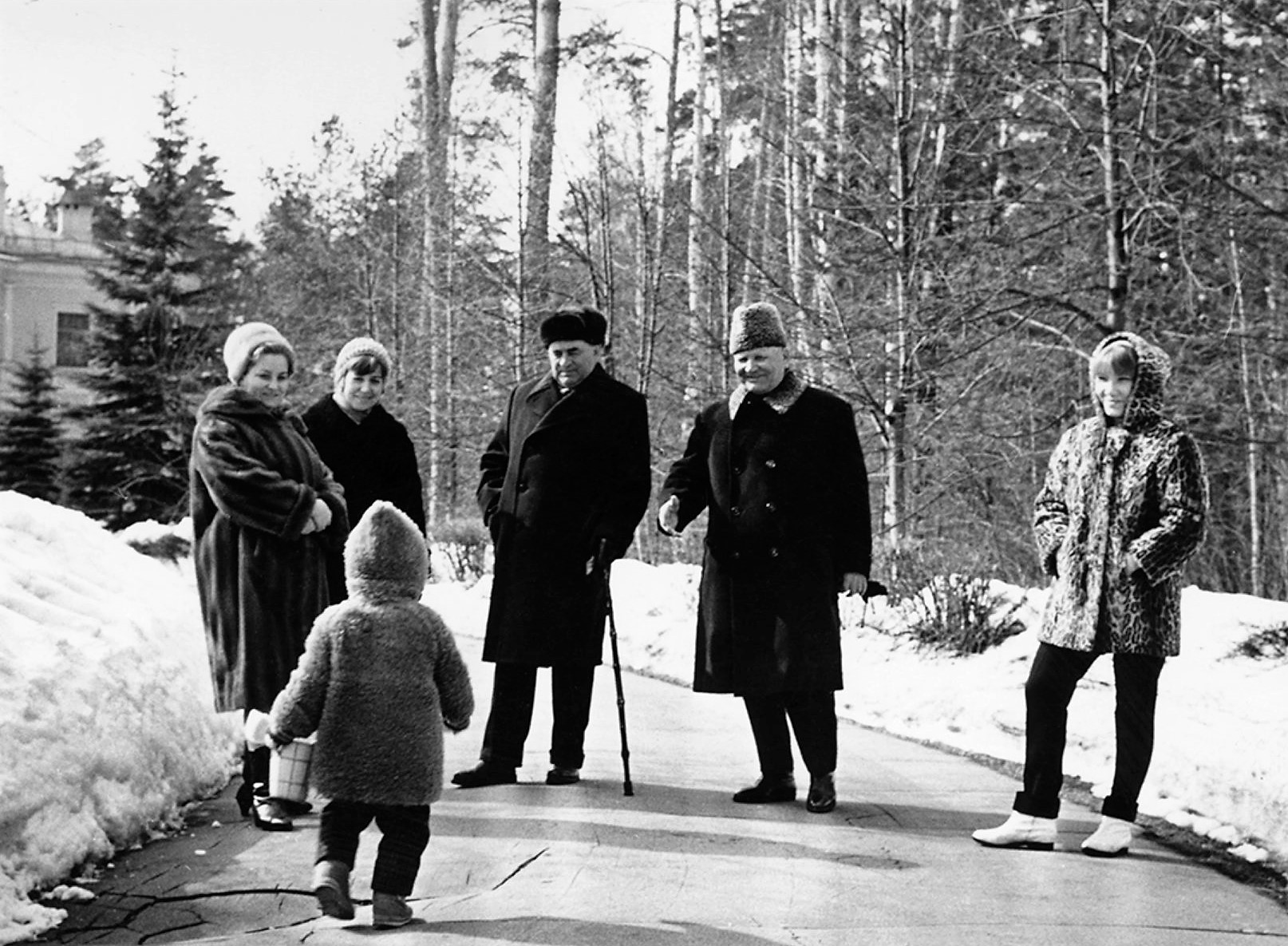
Ivan Koněv s rodinou

Koněv byl dvakrát ženatý a měl tři děti. Dcera Natalja Koněvová je profesorkou Vojenské univerzity Ministerstva obrany Ruské federace.
V soukromí byl asketický, tvrdý ke svému okolí, podřízeným i rodině a nelítostný ke svým vojenským nepřátelům. Podle potomků byl sice tvrdý, ale spravedlivý. Podle amerických svědectví měl smysl pro humor.[zdroj⁠?!] Věnoval se myslivosti. Zemřel na rakovinu a pochován byl u Kremelské zdi v Moskvě.

## Vojenské zásluhy a vyznamenání

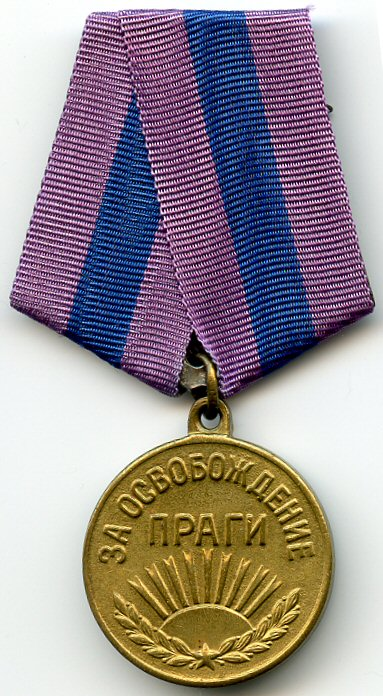
Medaile Za osvobození Prahy. Stuha je světle fialová (barva šeříku)

Ve své domovině byl za své vojenské zásluhy vyznamenán dvěma tituly Hrdina Sovětského svazu, sedmi Leninovými řády, Řádem Říjnové revoluce, Řádem Vítězství, třemi Řády rudého praporu, Řádem rudé hvězdy, dvěma Řády Suvorova 1. stupně a dvěma Řády Kutuzova 1. stupně.
V zahraničí byl vyznamenán titulem Hrdina Československé socialistické republiky, československým Řádem Bílého lva 1. stupně, československým Řádem Bílého lva Za vítězství 1. stupně, československým Řádem Klementa Gottwalda, Československým válečným křížem 1939, mongolským titulem Hrdina Mongolské lidové republiky, velkokřížem polského Řádu Virtuti militari, polským Řádem grunwaldského kříže 1. stupně, jugoslávským Řádem partyzánské hvězdy, Řádem Bulharské lidové republiky 1. třídy, Řádem maďarské svobody, britským Řádem lázně (rytíř - komandér), britským Vojenským křížem, francouzským Řádem čestné legie (velkodůstojník) a americkým Řádem záslužné legie (vrchní komandér).
Vyznamenán byl také Medailí za obranu Moskvy, Medailí Za osvobození Prahy, Medailí za dobytí Berlína, Medailí za vítězství nad Německem ve Velké vlastenecké válce a desítkou dalších řádů a medailí.

## Odraz v kultuře

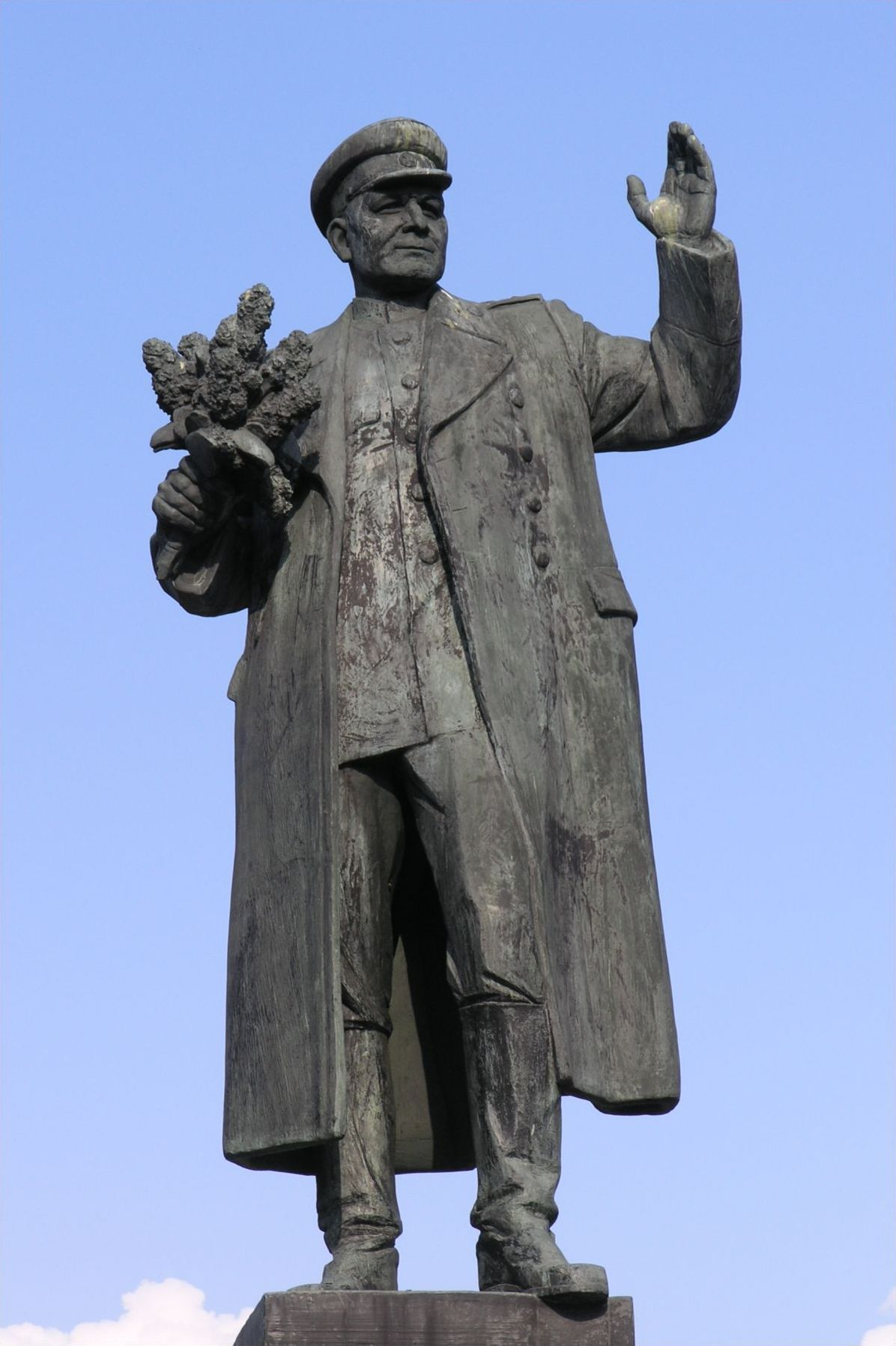
Socha maršála Koněva na náměstí Interbrigády v Praze 6 (odstraněna 2020)

Pomník maršála Koněva, držícího kytici šeříků, se nacházel v pražské Bubenči na náměstí Interbrigády. Není to jediná Koněvova socha. Koněv má památníky například ve slovenském Svidníku, v ukrajinském Charkově, v ruském Patriot Parku u Kubinky (Moskevská oblast), Kalininském okrese Tverské oblasti, v Bělgorodu, v Nižním Novgorodu, v Omsku a ve Vologdě.
Socha v Krakově byla v roce 1991 sejmuta a přemístěna do Kirova. Čestným občanem Krakova se stal v roce 1955, čestného občanství byl, spolu s dalšími komunistickými prominenty, zbaven 8. května 1992.
Jeho pamětní deska visela do roku 2017 na Staroměstské radnici. Má pamětní desku ve Vídni.
Ve filmu Osvobození Prahy (1977) Koněva ztvárnil herec Sergej Poležajev. Ve filmu Ztratili jsme Stalina (The Death of Stalin, 2017) jej ztvárnil herec Daniel Fearn.
Ivan Stěpanovič Koněv je také autorem několika knih, z nichž nejvýznamnější je Čtyřicátý pátý, k němuž napsal předmluvu jeho přítel a spolubojovník z bitvy o Dukelský průsmyk, generál a prezident ČSSR Ludvík Svoboda.

## Fotogalerie

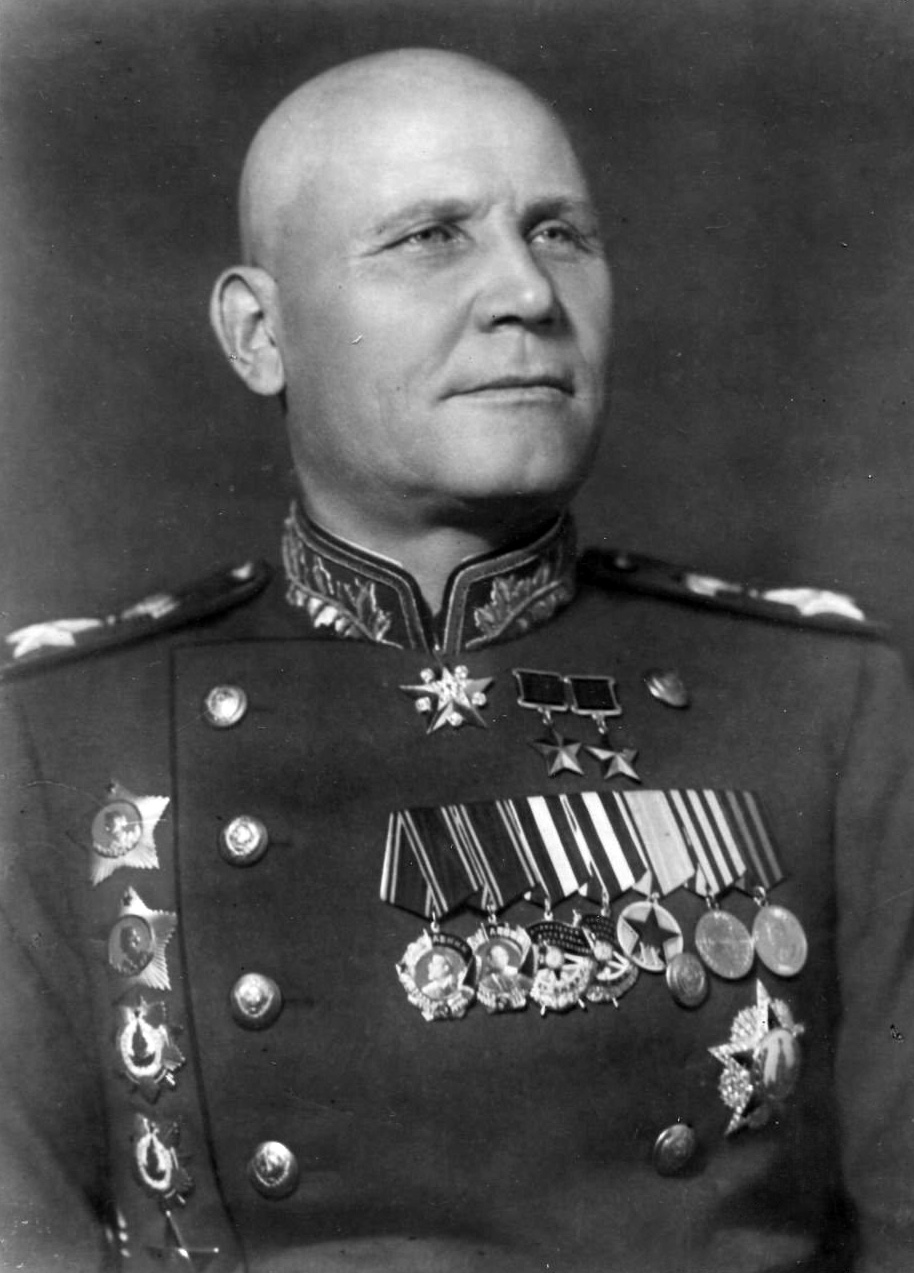
Ivan Stěpanovič Koněv
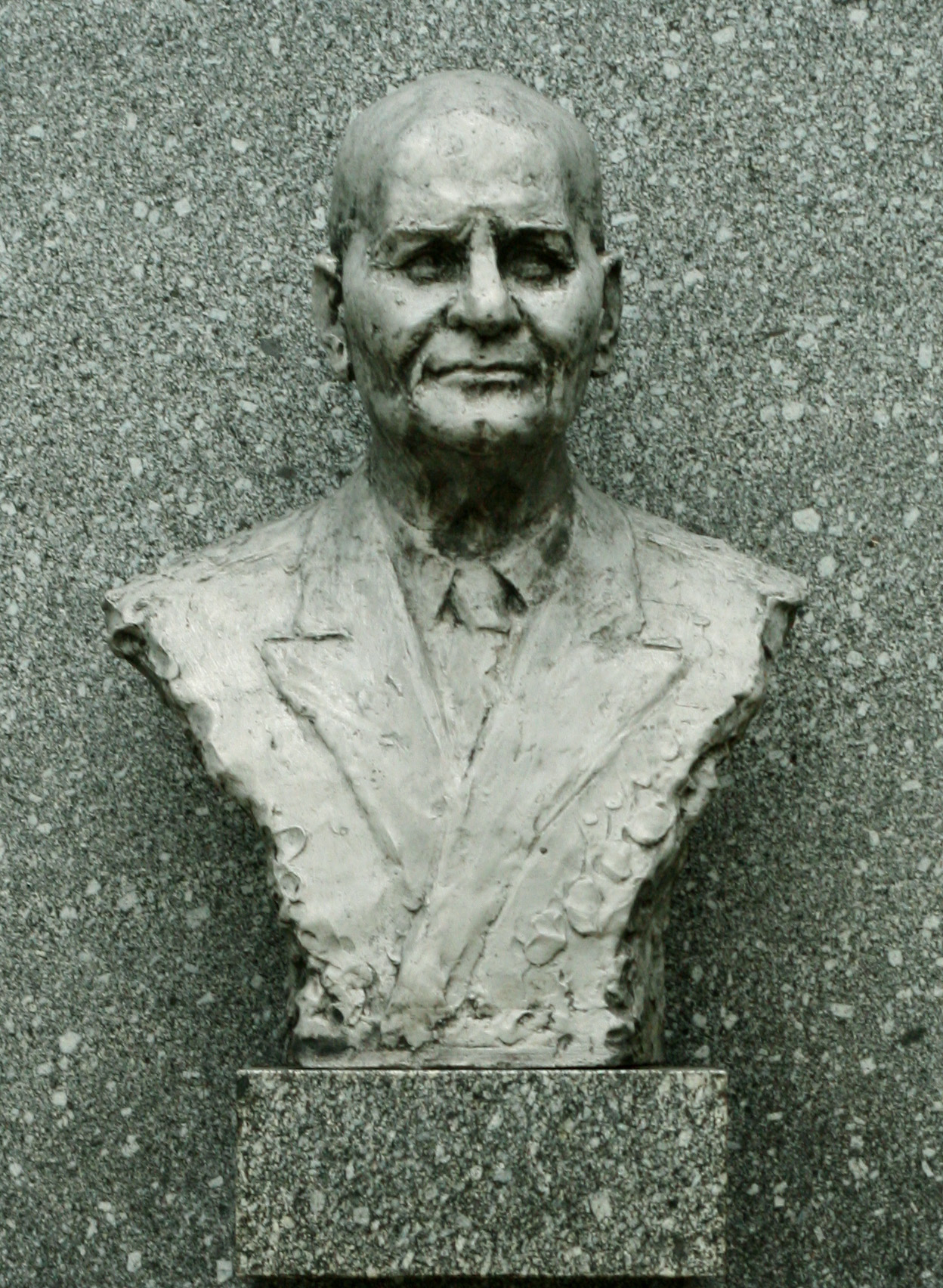
Busta maršála Koněva v Aleji hrdinů Dukly na Slovensku
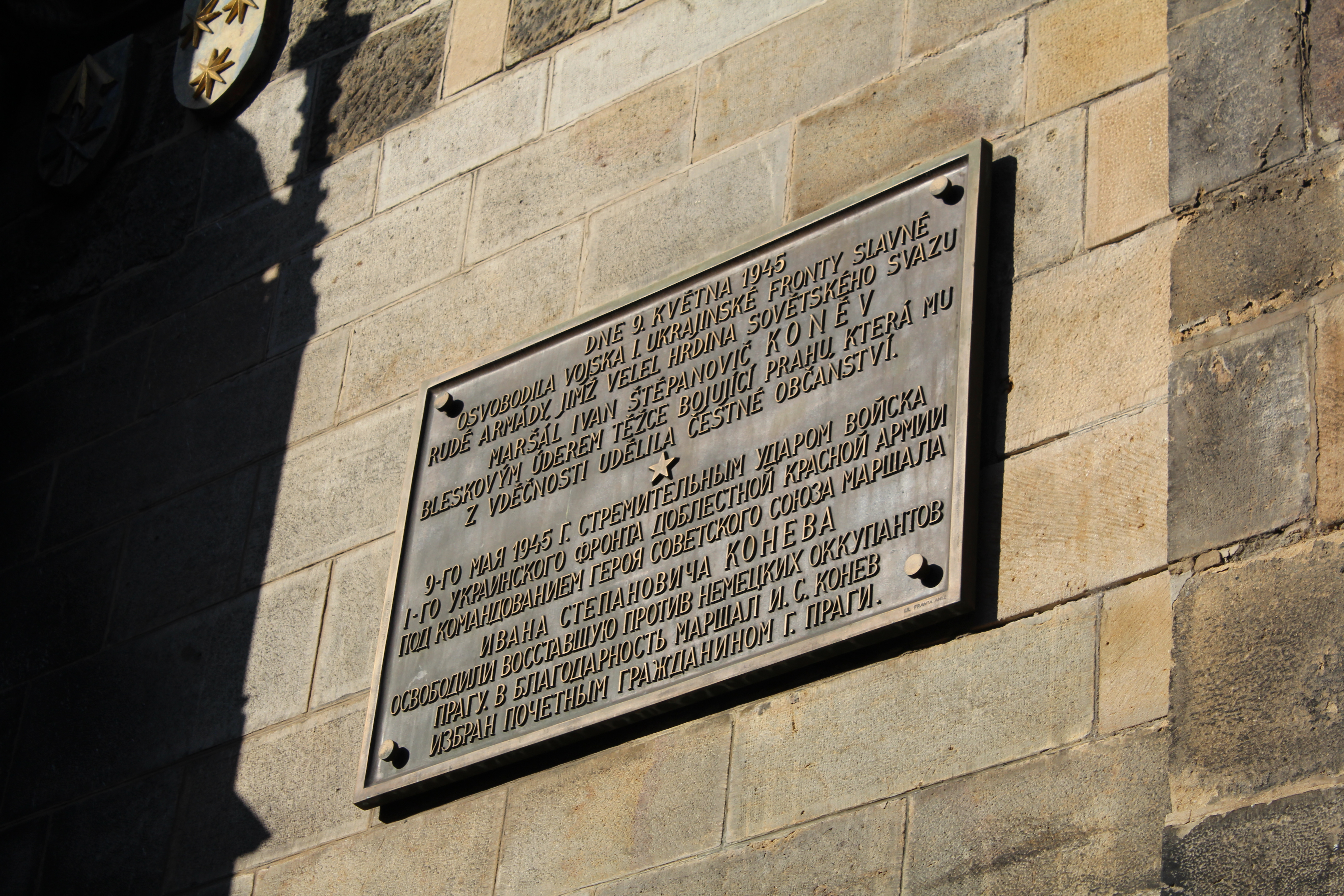
Pamětní deska, která byla na Staroměstské radnici
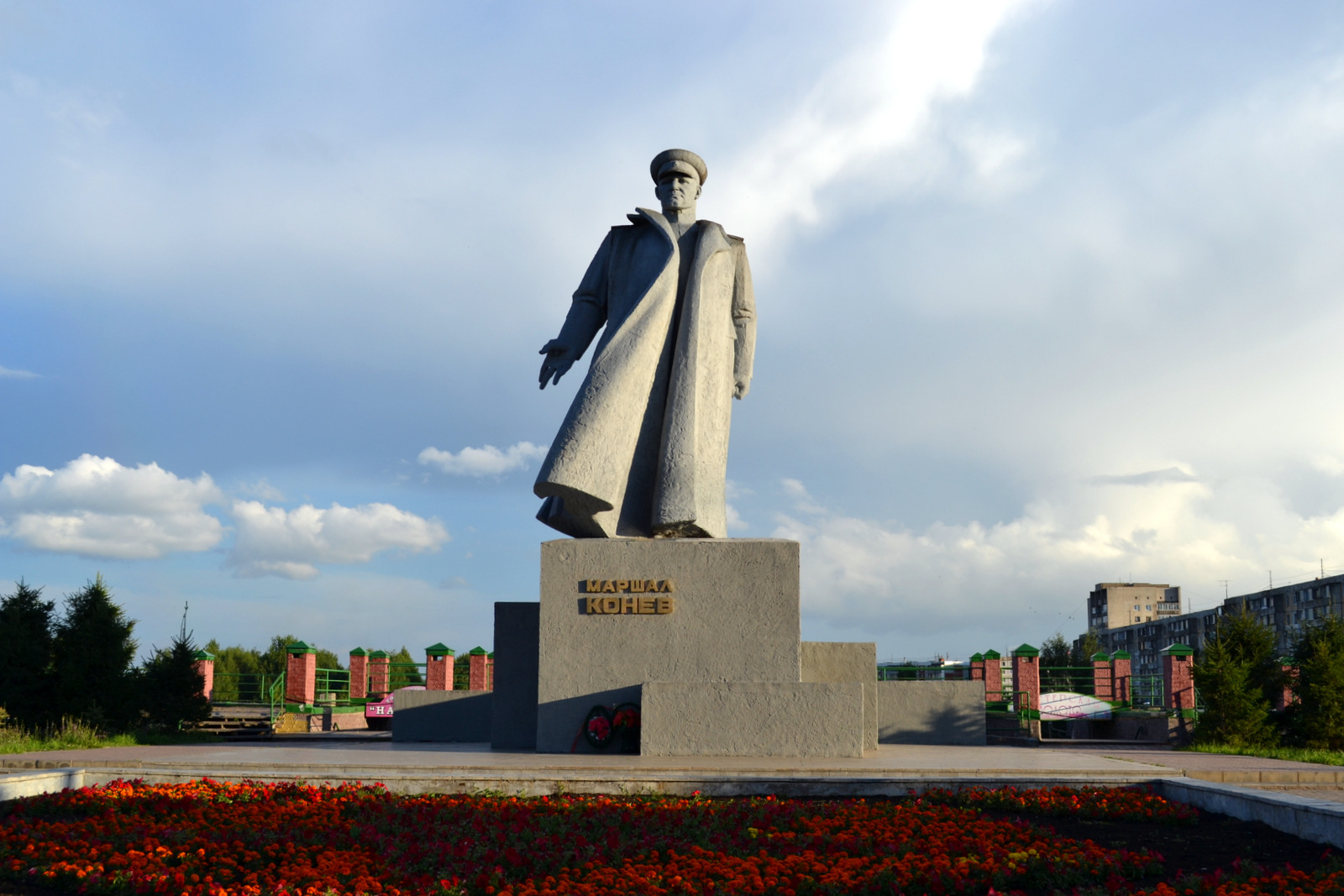
Monument maršála Ivana Stěpanoviče Koněva v Kirově v Rusku
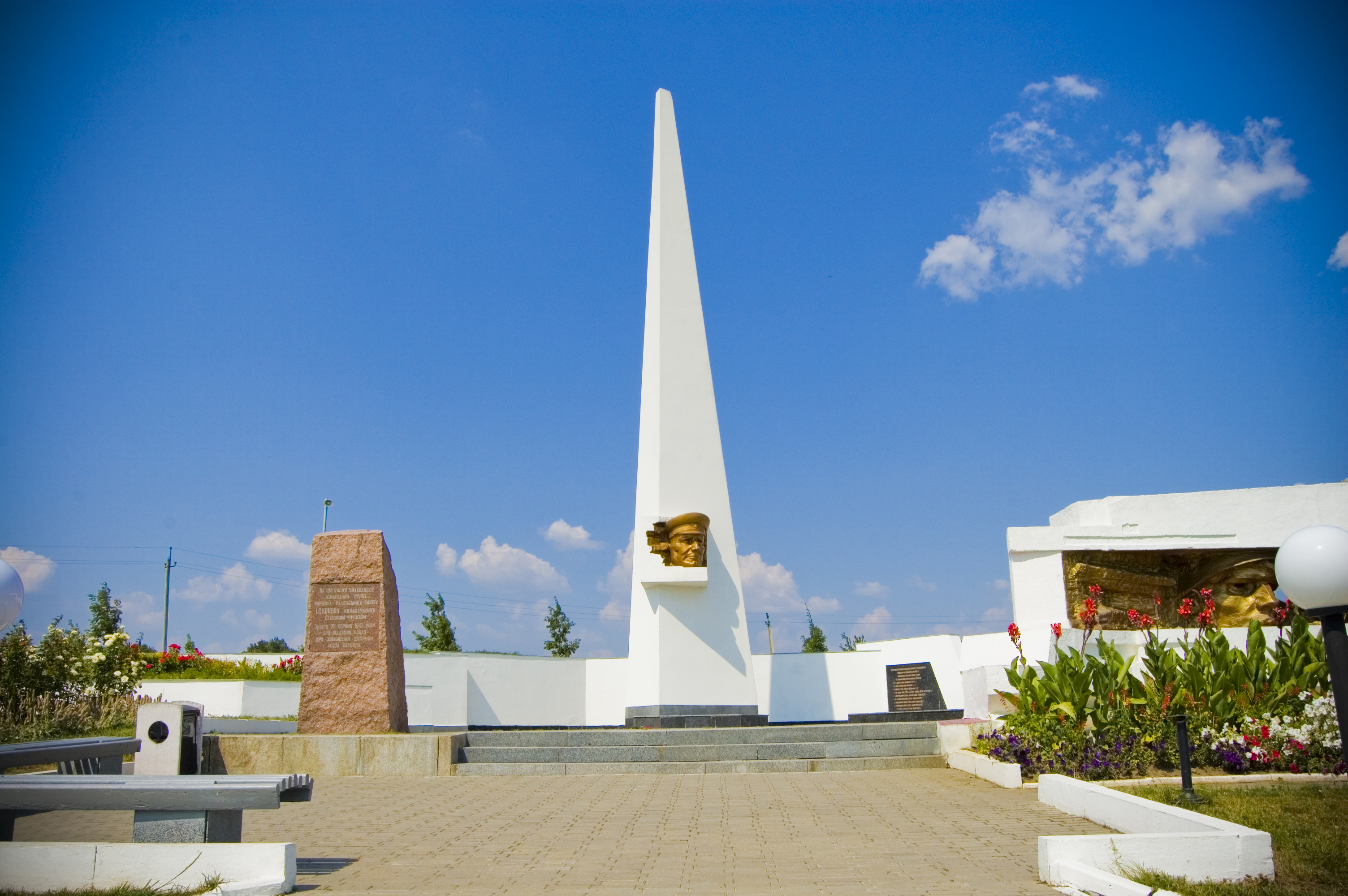
Pamětní komplex maršála Koněva v Charkově na Ukrajině
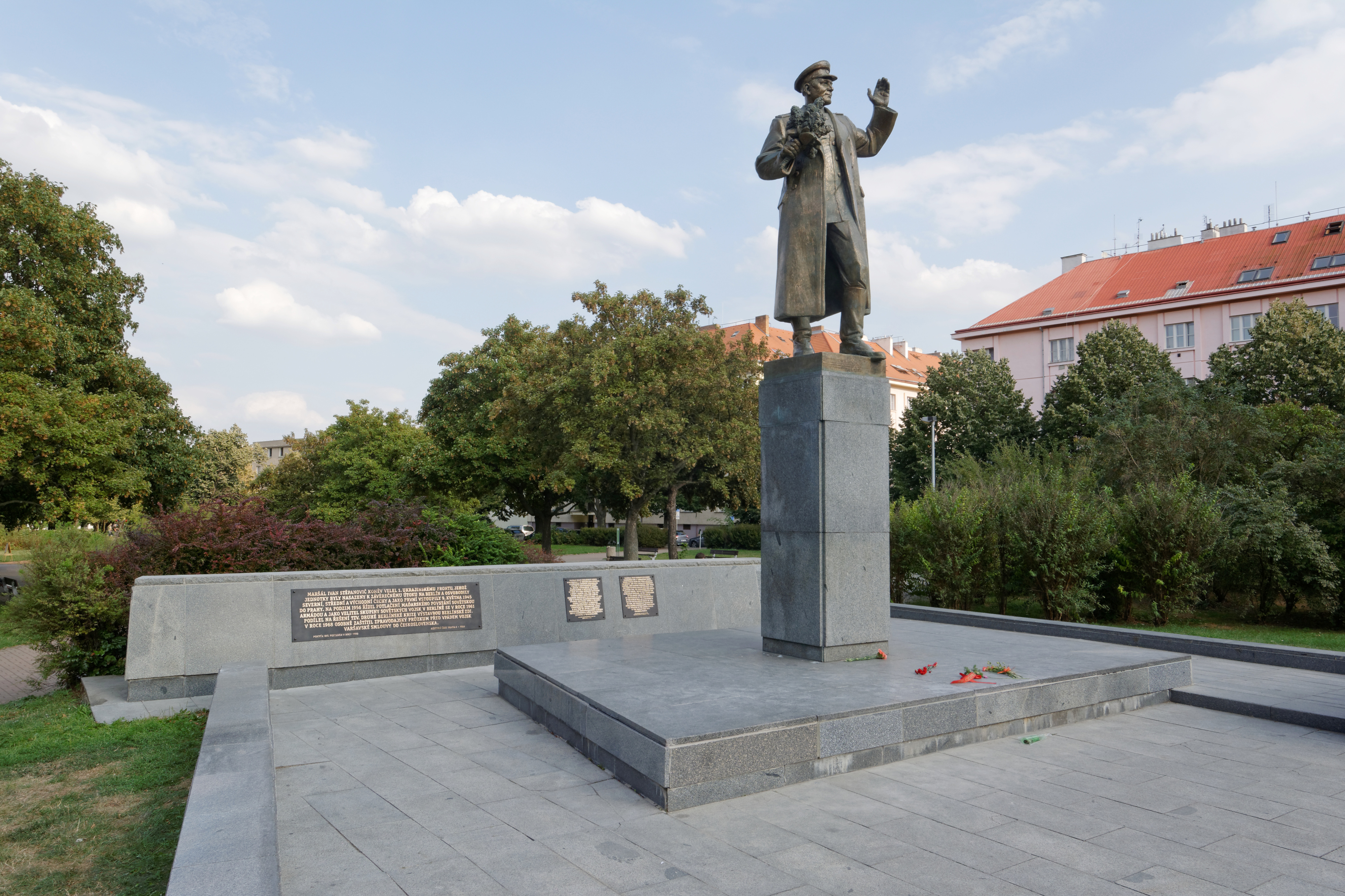
Pomník maršála Koněva na náměstí Interbrigády v Praze 6 (odstraněn 2020)
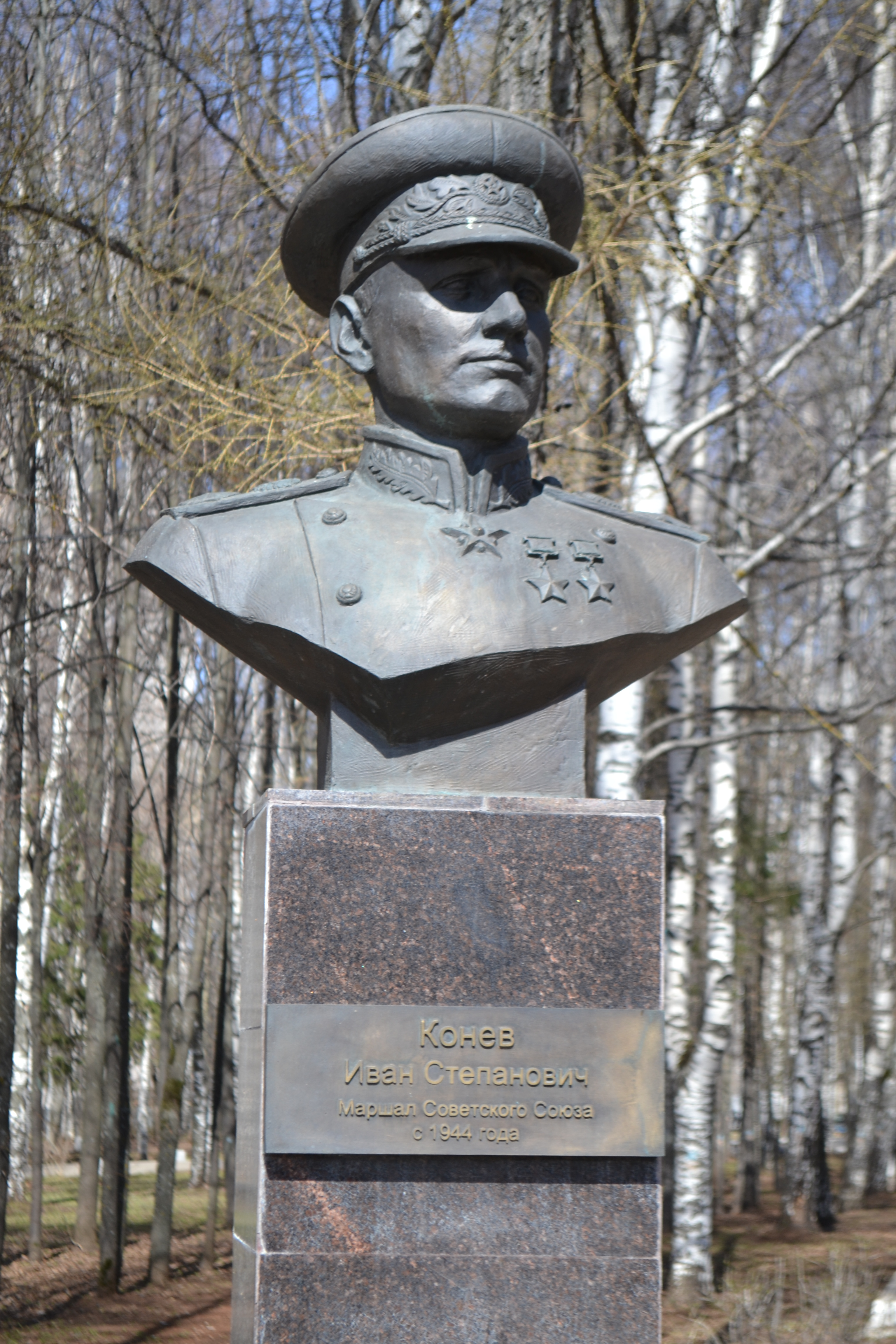
Koněvův památník v Kirově
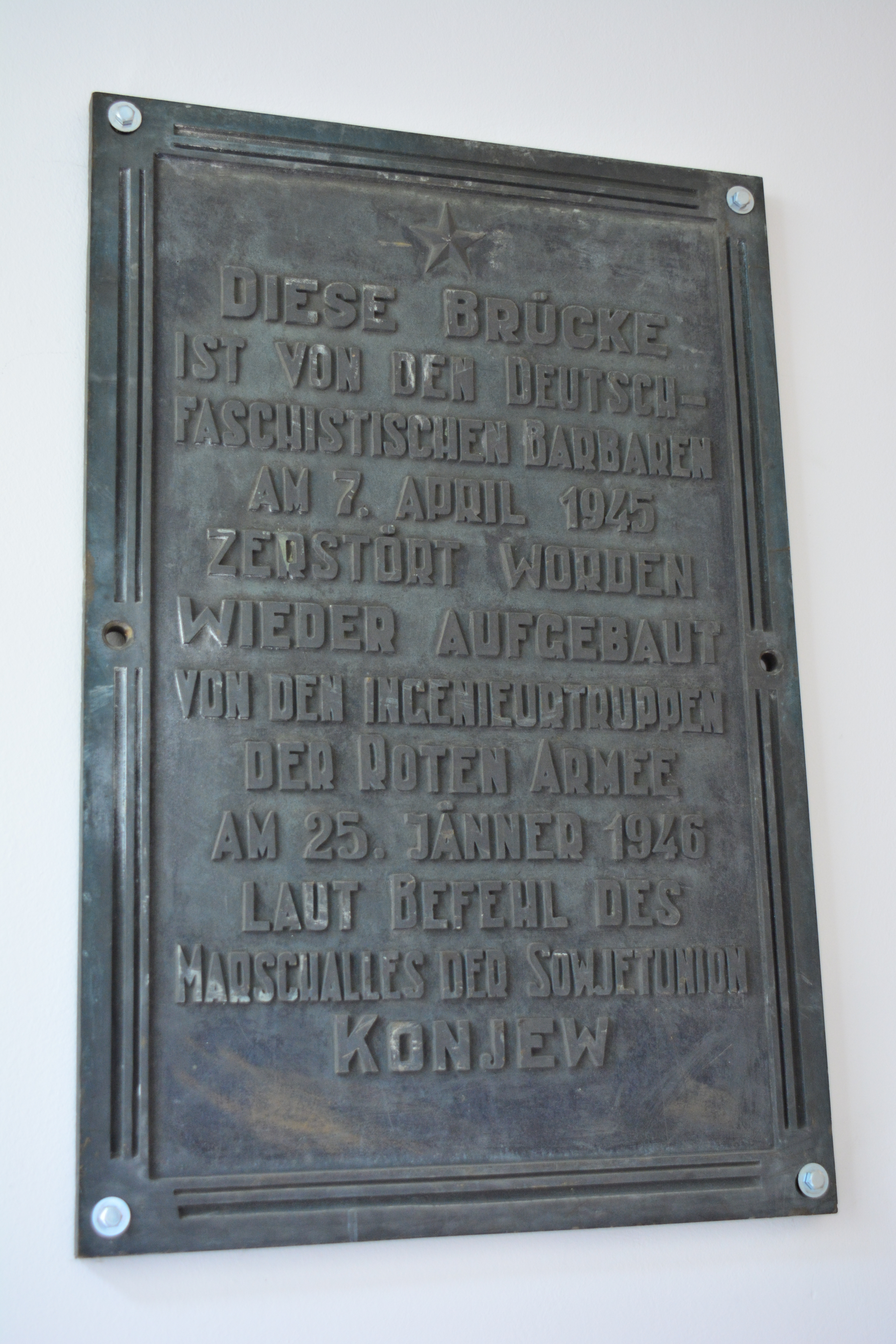
Pamětní deska Rudé armády a maršála Koněva v muzeu ve Vídni v Rakousku
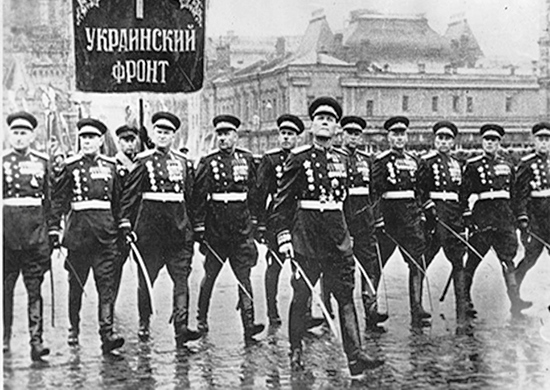
Maršál Koněv při vojenské přehlídce v Moskvě po vítězství ve Velké vlastenecké válce (1945)